# 比斯漢
比斯漢（英語：Bisham，/ˈbɪsəm/）是位於英國英格蘭伯克郡溫莎-梅登黑德一個民政教區，並鄰近泰晤士河，離高威科姆約四英里遠，離馬洛約五英里遠，離梅登黑德約三十三英里遠，根據2001年的人囗調查，該鎮有1149人。